# قشلاق (بروجرد)
قشلاق روستایی است در شرق شهرستان بروجرد در استان لرستان. این روستا در دهستان والانجرد در بخش مرکزی این شهرستان قرار دارد. قشلاق در پنج کیلومتری شرق شهر بروجرد قرار دارد و دسترسی به آن از راهی اختصاصی در شرق شهر بروجرد امکانپذیر است. آب و هوای آن سرد است و کار مردم آن کشاورزی و دامپروری در محل یا داد و ستد و کارگری در شهر بروجرد است. بقایای یک ساختمان تاریخی در این روستا به چشم می‌خورد که به زندان قشلاق شهرت دارد. مردم قشلاق گویش بروجردی دارند.

## جمعیت
بنابر سرشماری مرکز آمار ایران، جمعیت قشلاق در سال ۱۳۸۵، برابر با ۸۲۵ نفر بوده‌است که از این میان ۵۲۵ نفر مرد و بقیه زن بوده‌اند. این روستا ۱۴۴ خانوار جمعیت دارد.